# Cloroacetat de sodi
El cloroacetat de sodi és un compost orgànic amb la fórmula CH2ClCO2 Na. És un sòlid blanc i soluble en aigua, és la sal sòdica de l'àcid cloroacètic. Molts dels seus usos són similars als de l'àcid progenitor. Es prepara tractant l'àcid cloroacètic amb carbonat sòdic.

## Usos
El cloroacetat és un bon agent alquilant, que serveix com a reactiu per fixar el grup –CH2CO2–, a una gran varietat de nucleòfils fins i tot febles.
Pel que fa als usos pràctics i comercials, s'utilitza per convertir la cel·lulosa en acetat de cel·lulosa . És un precursor de molts herbicides dimetoat i benazoline (la sal mateixa també s'utilitza com a herbicida de contacte). És un precursor de l'àcid tioglicòlic per reacció amb hidrosulfur de sodi. La reacció amb sals de cianur dona cianoacetat NCCH ₂ CO ₂ Na. El cianoacetat és un precursor de l'àcid malònic.
El cloroacetat de sodi és un reactiu de laboratori comú en química orgànica, tal com ho il·lustren moltes entrades de la sèrie de llibres Organic Syntheses . Amb nucleòfils bifuncionals, el cloroacetat de sodi és un precursor dels composts heterocíclics.
La reacció amb nitrit de sodi dona àcid nitroacètic. Amb l'etòxid de sodi dona etoxiacetat. Amb acetoacetat d'etil es produeix acetosuccinat d'etil.
La hidròlisi dona àcid glicòlic.